# Аджамида
Аджамида (санскр. अजमीढ, IAST. Ajamīḍha) — в индуистской мифологии имя царя из Лунной династии. Согласно Махабхарате, он был сыном Викунты (сына Хасти) и Дасархи. У Аджамиды было три жены, а именно Думини, Нили (Налини) и Кесини. Согласно Махабхарате, Думини родила сына, которого назвали Рекша; Нили родила двух сыновей, которых назвали Дусманта и Параместина; Кесини родила двух сыновей по имени Яла и Рупина. Рекша наследовал престол, а потомки Дусманты и Параместины стали царями Панчалы.